# Екзиларх
Екзила́рх (еллінізована калька з арамейської івр. ריש גלותא, Рейш-галута, букв. «глава вигнаних») — титул світських лідерів вавилонських євреїв. У грецькій культурі використовувався також термін ехмалота́рх (від грец. αἰχμάλωτος, «бранець», та грец. ἀρχά, «управління»; букв. «голова бранців»).
Пост екзиларха існував до XII століття. За єврейською традицією особа, яка обіймала пост, мала бути прямим нащадком царя Давида. Громада шанувала екзиларха і як свого керівника, і як вищого представника офіційної влади.